# Australochus clypeator
Australochus clypeator är en stekelart som beskrevs av Andrey Ivanovich Khalaim 2004. Australochus clypeator ingår i släktet Australochus och familjen brokparasitsteklar. Inga underarter finns listade.